# Солопенко, Тимофей Иванович
Тимофей Иванович Солопенко (ноябрь 1899, Перервинцы, Полтавская губерния — 25 июля 1944, округ Белосток, Восточная Пруссия) — стрелок 433-го стрелкового полка 64-й стрелковой дивизии 50-й армии 2-го Белорусского фронта, красноармеец. Герой Советского Союза.

## Биография
Родился в ноябре 1899 года в селе Перервенцы ныне Драбовского района Черкасской области. Украинец. Работал в колхозе.
В октябре 1943 года призван в ряды Красной армии и направлен в действующую армию. Воевал на 2-м Белорусском фронте.
Летом 1944 года 64-я стрелковая дивизия в наступательных боях очищала родную землю от немецко-вражеских захватчиков. На рассвете 14 июля 1944 года передовые части 433-го стрелкового полка вышли к Неману и начали разведку его западного берега. Командир 2-го батальона направил через Неман группу бойцов во главе с лейтенантом С. З. Сухиным, чтобы отвлечь внимание врага, а тем временем начать форсирование в более выгодном месте. Боевое охранение фашистов обнаружило десант почти у самого берега и открыло огонь. Напрягая все силы, мокрые, усталые бойцы преодолели крутой берег и захватили позиции боевого охранения противников, создав небольшой плацдарм. Противник был уверен, что именно здесь форсируют Неман наши основные силы. Он обрушил на реку шквал огня, отсёк другие подразделения батальона, не дал им переправиться через реку. Из подразделения лейтенанта удалось выйти на западный берег Немана у села Лунна Мостовского района Гродненской области только семерым. Они захватили небольшой участок — 50 метров по фронту и в глубину. Пользуясь некоторым замешательством противника и ослаблением огня, лейтенант создал на «пятачке» круговую оборону. По траншеям обошёл он весь свой «гарнизон», занявший вражеские окопы и огневые ячейки. Каждому бойцу уточнил задачу, указал сектор стрельбы. Вскоре десантники заметили оживление в стане врага. Продолжая вести интенсивный артиллерийский и миномётный огонь по восточному берегу, около роты солдат противника пошло в контратаку. Встреченный огнём артиллерии из-за Немана и автоматным огнём семёрки, враг вынужден был отойти. Не заставила себя ждать и вторая контратака противников. Она также была отбита с большими для фашистов потерями. После небольшой паузы противник ещё и ещё бросал свои подразделения вперёд. В девятую контратаку шло уже около 150 противников, поддержанных огнём миномётов и пулемётов. Но и на этот раз их встретил пулемётный и автоматный огонь семёрки. Красноармеец Т. И. Солопенко, меняя позиции, огнём из автомата уничтожил свыше двух десятков вражеских солдат. И опять отошёл противник, оставив на поле боя около восьмидесяти убитых. После этой атаки противников семёрка сменила огневые позиции. Противники не отказались от своего намерения уничтожить советских воинов. Около 300 вражеских солдат во весь рост лавиной двинулись на позиции смельчаков. Это уже была психическая атака. Но опять не дрогнули воины. До наступающих шеренг совсем близко, не больше двухсот метров. И сразу же противников накрыла наша артиллерия. Чтобы выйти из-под артиллерийского обстрела, противники бегом бросились вперёд. Артиллеристы, хорошо пристрелявшись, всё гуще накрывали атакующих огнём. Враг не выдержал и в беспорядке откатился, оставив убитыми более 150 солдат и офицеров. Двенадцать контратак отразила в течение дня группа лейтенанта С. З. Сухина, удерживая захваченный рубеж. В этом поединке Т. И. Солопенко был ранен, но не оставил поля боя. Истекая кровью, он продолжал стрелять.
Семеро приковали к себе внимание противника на этом участке и тем самым помогли основным силам совершить обходный манёвр, форсировать реку в другом месте, зайти врагу в тыл и атаковать его. Боевая задача была выполнена. 25 июля 1944 года красноармеец Тимофей Иванович Солопенко погиб в бою. Был похоронен у деревни Рацево Подляского воеводства Польши.
Указом Президиума Верховного Совета СССР от 24 марта 1945 года за мужество и героизм, проявленные при форсировании Немана и удержании плацдарма на его западном берегу, красноармейцу Тимофею Ивановичу Солопенко посмертно присвоено звание Героя Советского Союза.
Награждён орденом Ленина, орденом Отечественной войны 2-й степени.
Именем Героя названа улица в родном селе.